# Kapstatas
Kapstatas je jezero „piškotovitého“ tvaru, protáhlé ve směru západovýchodním, v západní Litvě, v okrese Klaipėda, asi 1 km na sever od města Endriejavas. Průměrná hloubka je 1,01 m. Jezerem protéká řeka Veiviržas (horní tok), dalším přítokem jezera je říčka Dievupis. Při jezeře hnízdí vzácní ptáci.

## Legenda o vzniku názvu
Podle lidového podání se jezera v Litvě objeví v místě, kde někdo uhodl jejich název. Jednoho parného dne dvě Žemaitky, matka s dcerou dávaly do kup seno, protože se kvapem blížila bouře. Matka i přes spěch stavěla kupky pořádně, aby je vítr nepovalil a déšť co nejméně promáčel, ale dcera ve spěchu kupky stavěla nepořádně. Matka rozzlobeně okřikla dceru (žemaitsky): „Kap statā!?!“ (Jak to stavíš!?!), a protože tím uhodla jméno jezera, strhla se průtrž mračen a jezero Kapstatas „spadlo“ na nebohé ženy a od té doby je v tom místě.